# 斯特拉佛縣
斯特拉福德縣是美国新罕布什尔州東部的一個縣，東鄰缅因州，面積994平方公里。根據2020年美國人口普查，本縣共有人口13萬889人。本縣縣治為多佛。

## 歷史

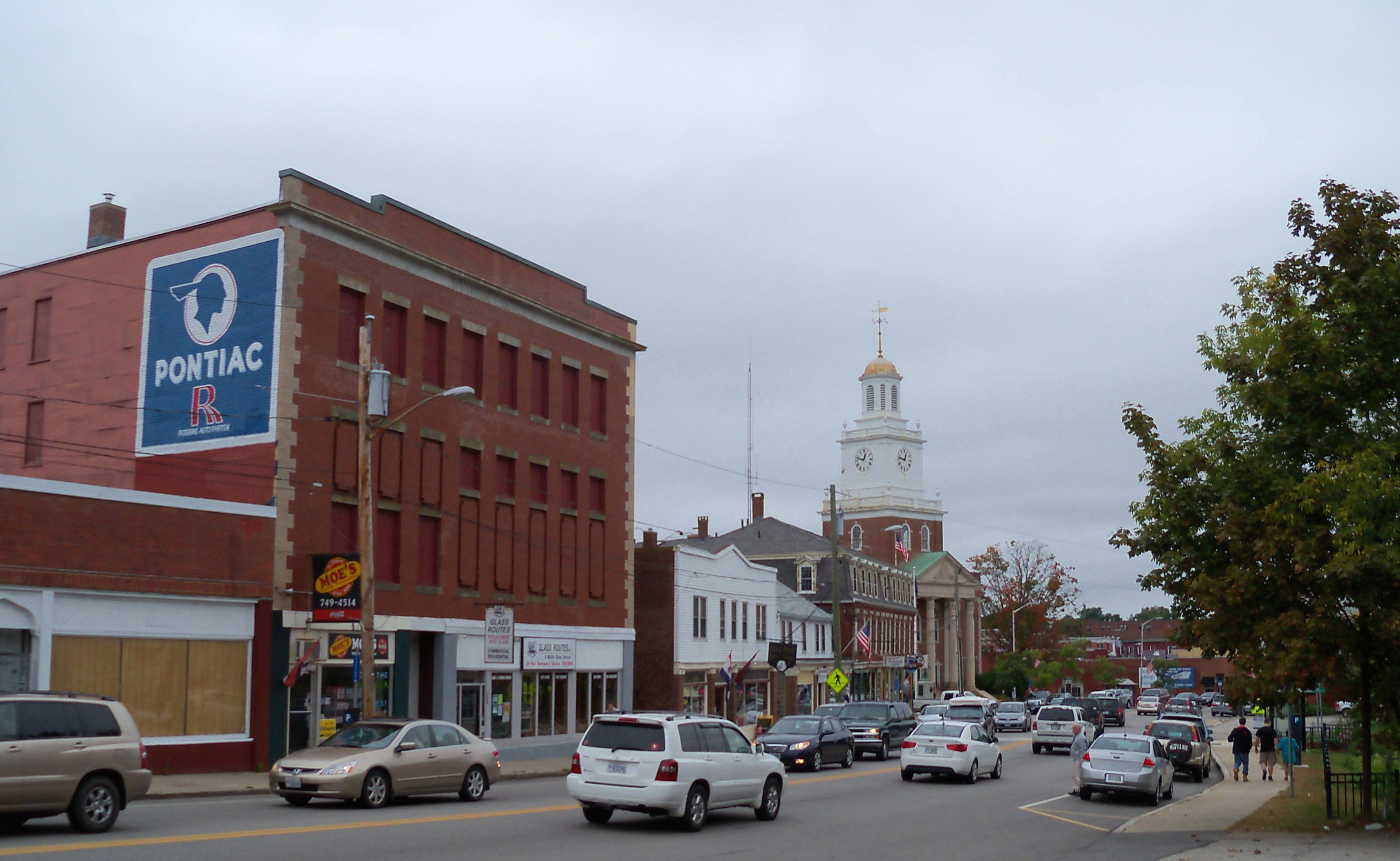
縣治多佛

斯特拉福德縣於1771年成立，是新罕布什爾州初成立的五县之一。縣名紀念英國首相，第二代史特拉福德伯爵威廉·溫特沃斯（William Wentworth, 2nd Earl of Strafford）。
本縣政府於1771年在多佛組成。於1840年，貝爾納普縣自本縣成立。

## 地理
根據2000年人口普查，斯特拉佛縣的總面積為384平方英里（990平方），其中有369平方英里（960平方），即96.05%為陸地；15平方英里（39平方），即3.95%為水域。本縣是州中面積最小的縣份。

### 毗鄰縣
- 新罕布什尔州 羅京安縣：南方
- 新罕布什爾州 麥立馬克縣：西方
- 新罕布什爾州 貝爾納普縣：西北方
- 新罕布什爾州 卡洛爾縣：北方
- 缅因州 約克縣：東方

## 人口
| 调查年             | 人口    | 备注 | %±     |
| ------------------ | ------- | ---- | ------ |
| 1790               | 23,611  |      | —      |
| 1800               | 32,614  |      | 38.1%  |
| 1810               | 41,595  |      | 27.5%  |
| 1820               | 51,117  |      | 22.9%  |
| 1830               | 58,910  |      | 15.2%  |
| 1840               | 61,127  |      | 3.8%   |
| 1850               | 29,374  |      | −51.9% |
| 1860               | 31,493  |      | 7.2%   |
| 1870               | 30,243  |      | −4.0%  |
| 1880               | 35,558  |      | 17.6%  |
| 1890               | 38,442  |      | 8.1%   |
| 1900               | 39,337  |      | 2.3%   |
| 1910               | 38,951  |      | −1.0%  |
| 1920               | 38,546  |      | −1.0%  |
| 1930               | 38,580  |      | 0.1%   |
| 1940               | 43,553  |      | 12.9%  |
| 1950               | 51,567  |      | 18.4%  |
| 1960               | 59,799  |      | 16.0%  |
| 1970               | 70,431  |      | 17.8%  |
| 1980               | 85,408  |      | 21.3%  |
| 1990               | 104,233 |      | 22.0%  |
| 2000               | 112,233 |      | 7.7%   |
| 2010               | 123,143 |      | 9.7%   |
| [ 8 ] [ 9 ] [ 10 ] |         |      |        |

根據2000年人口普查，斯特拉佛縣擁有112,233居民、42,581住戶和27,762家庭。其人口密度為每平方英里304居民（每平方公里118居民）。本縣擁有45,539間房屋单位，其密度為每平方英里124間（每平方公里48間）。而人口是由96.29%白人、0.63%非裔、0.21%原住民、1.39%亞裔、0.05%太平洋岛民、0.3%其他種族和1.14%混血构成。而西班牙裔或拉美裔佔了人口1.03%。在96.29%白人中，有15.8%是英裔、14.9%是愛爾蘭裔、14%是法裔、10.5%是法裔加拿大人、6.3%是義大利裔、以及6.2%是德裔。93.7%人口的母語為英语、以及3.2%為法语。
在42,581住户中，有32.6%擁有一個或以上的兒童（18歲以下）、51.1%為夫妻、10%為單親家庭、34.8%為非家庭、24.8%為獨居、8.2%住戶有同居長者。平均每戶有2.5人，而平均每個家庭則有2.98人。在112,233居民中，有23.7%為18歲以下、13.6%為18至24歲、30.6%為25至44歲、20.9%為45至64歲以及11.2%為65歲以上。人口的年齡中位數為34歲，女子對男子的性別比為100：94.3。成年人的性別比則為100：91.1。
本縣的住戶收入中位數為$44,803，而家庭收入中位數則為$53,075。男性的收入中位數為$36,661，而女性的收入中位數則為$26,208，人均收入為$20,479。約5%家庭和9.2%人口在貧窮線以下，包括9.1%兒童（18歲以下）及6.6%長者（65歲以上）。